# Nová Ves (Strakonice)
Nová Ves é uma comuna checa localizada na região da Boêmia do Sul, distrito de Strakonice.